# Holland's Next Top Model, seizoen 4
Holland's Next Top Model (Holland's Next Top Model seizoen 4) is de Nederlandse versie van de hitserie America's Next Top Model. In 2006 kwam er een Nederlandse versie. Sanne Nijhof werd de eerste winnaar van de serie, gevolgd door Kim Feenstra en Cecile Sinclair.
Door het succes van de eerste drie seizoenen kwam er ook een vierde seizoen. Het vierde seizoen begint op 31 maart 2008. De jury is wederom veranderd, jurylid Karin Swerink is na 3 seizoenen vervangen door Hilmar Mulder en neemt Thijs Willekes (bekend van Looking Good) de plek van Hildo in.

## Deelnemers

### In volgorde van eliminatie
- Anna Esajan, 20, uit Zwolle, Overijssel
- Franca Nieuwenhuys, 20, uit Rotterdam, Zuid-Holland
- Joosje de Grave, 16, 1m76, uit Leiden, Zuid-Holland (gestopt)
- Laura Gerot, 20, 1m77, uit Groningen, Groningen
- Daniëlle Marcus, 20, 1m79, uit Zwijndrecht, Zuid-Holland
- Claudia Stegeman, 22, 1m83, uit Emst, Gelderland
- Victoria Rerikh, 20, 1m81, uit Amstelveen, Noord-Holland
- Annika Schippers, 17, 1m76, uit Arnhem, Gelderland
- Maj-Britt Zantkuijl, 19, 1m76, uit Blaricum, Noord-Holland
- Patricia van der Vliet, 18, 1m79, uit Zaandam, Noord-Holland (finalist)
- Jennifer Melchers, 19, 1m77, uit Alkmaar, Noord-Holland (finalist)
- Yvette Broch, 17, 1m83, uit Monster, Zuid-Holland (runner-up)
- Ananda Marchildon, 21, 1m80, uit Wormer, Noord-Holland (winnaar)

## Puntenverdeling Finale
| Model    | Anneriet van Schaijk | Philip Riches | Rosalie van Breemen | Hilmar Mulder | Mariana Verkerk | Publiek | Totaal |
| -------- | -------------------- | ------------- | ------------------- | ------------- | --------------- | ------- | ------ |
| Ananda   | 10                   | 10            | 10                  | -             | 10              | 10      | 50     |
| Jennifer | -                    | -             | -                   | -             | -               | 21      | 21     |
| Yvette   | -                    | -             | -                   | 10            | -               | 19      | 29     |

## Jury
- Daphne Deckers
- Philip Riches
- Hilmar Mulder
- Rosalie van Breemen
- Mariana Verkerk

## Coaches
- Bastiaan van Schaik (Styling)
- Thijs Willekes (Beautyexpert)